# Панама (Гояс)
Панама (порт. Panamá) — муниципалитет в Бразилии, входит в штат Гояс. Составная часть мезорегиона Юг штата Гойас. Входит в экономико-статистический микрорегион Мея-Понти. Население составляет 2979 человек на 2006 год. Занимает площадь 433,759 км². Плотность населения — 6,9 чел./км².

## Статистика
- Валовой внутренний продукт на 2003 год составляет 27 716 878,00 реалов (данные: Бразильский институт географии и статистики).
- Валовой внутренний продукт на душу населения на 2003 год составляет 9603,91 реала (данные: Бразильский институт географии и статистики).
- Индекс развития человеческого потенциала на 2000 год составляет 0,734 (данные: Программа развития ООН).